# Villa Borstraße 7 (Radebeul)
Die Villa Borstraße 7 steht in der Borstraße 7 im Stadtteil Niederlößnitz der sächsischen Stadt Radebeul. Sie wurde 1845 durch Christian Gottlieb Ziller errichtet und 1865 durch seinen Sohn Moritz Ziller aufgestockt.

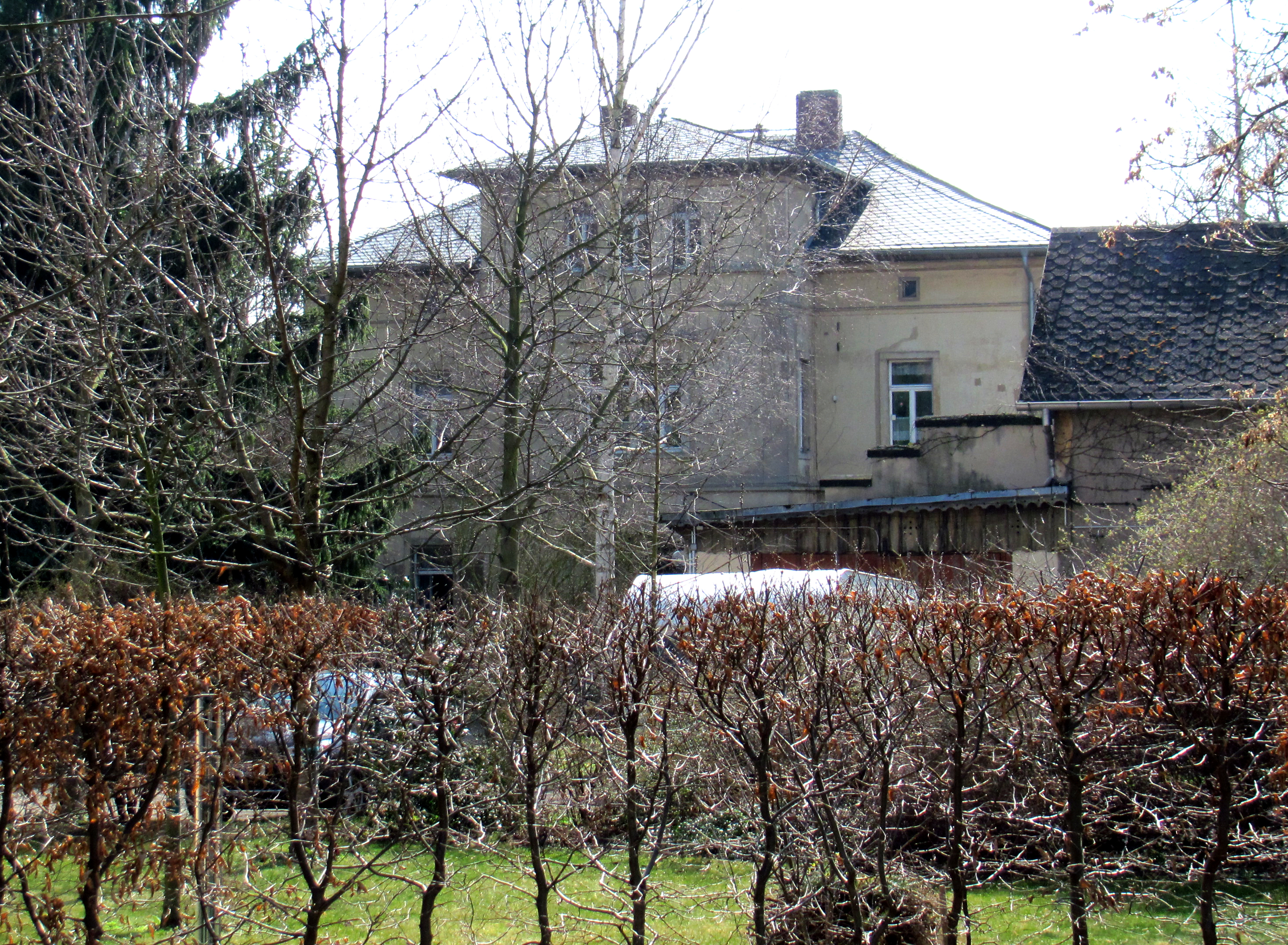
Villa Borstraße 7, Risalit zum Hof

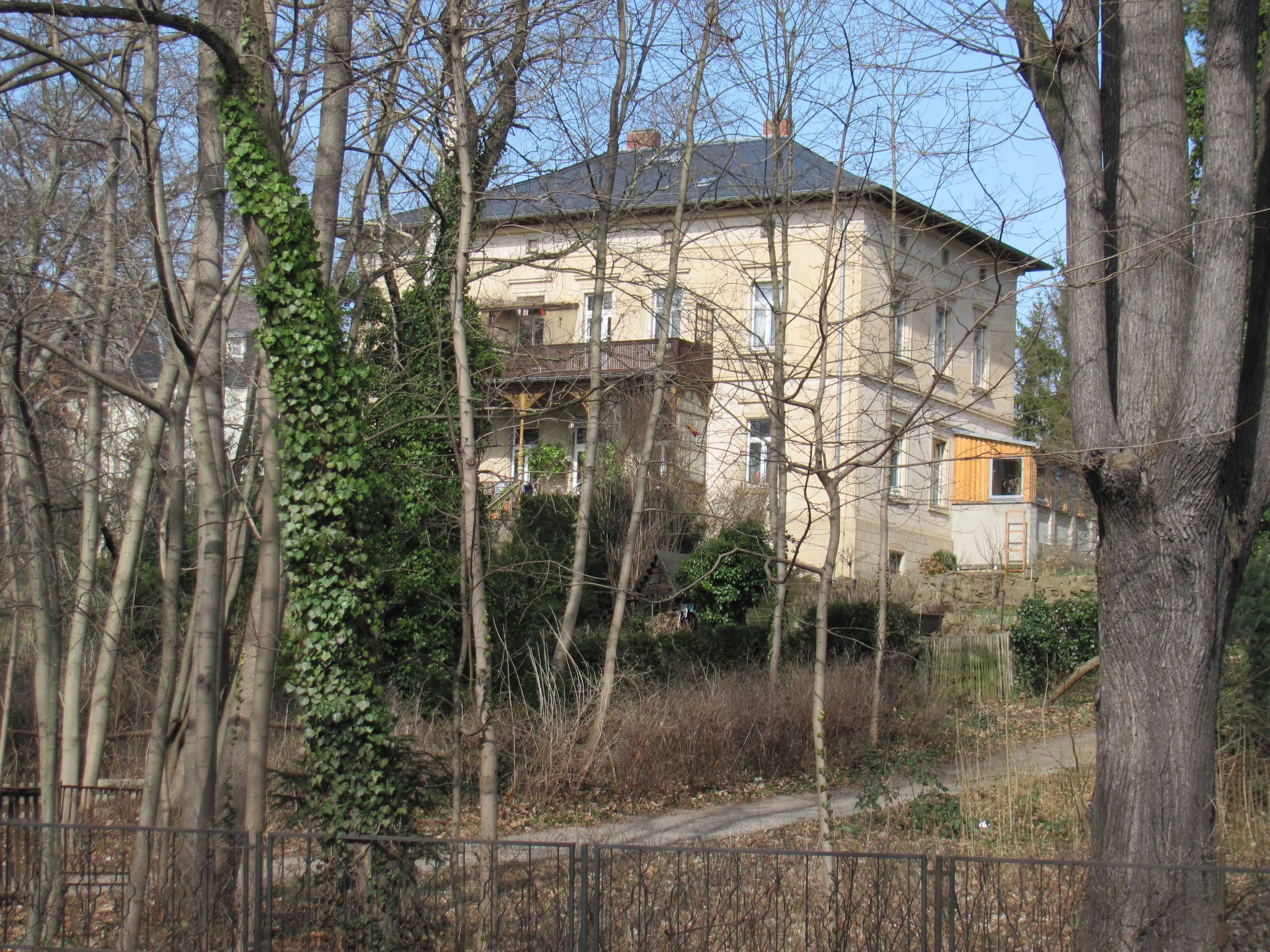
Ansicht der Villa von der Meißner Straße aus; davor der gusseiserne Balkon. Links bereits das östlichste Haus von Borstraße 9

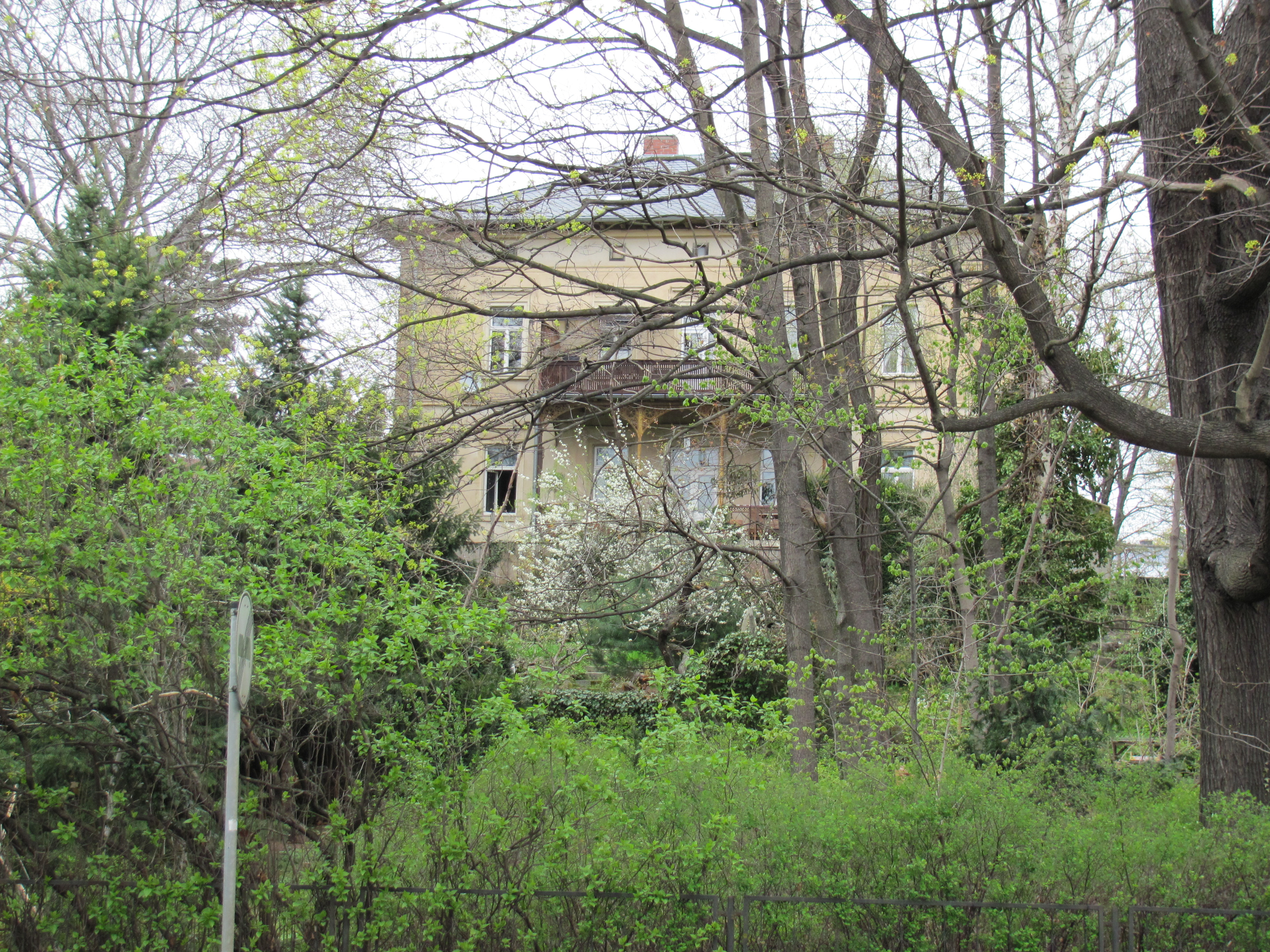
Der als Nebenanlage geschützte Garten im Frühjahr von der Meißner Straße aus

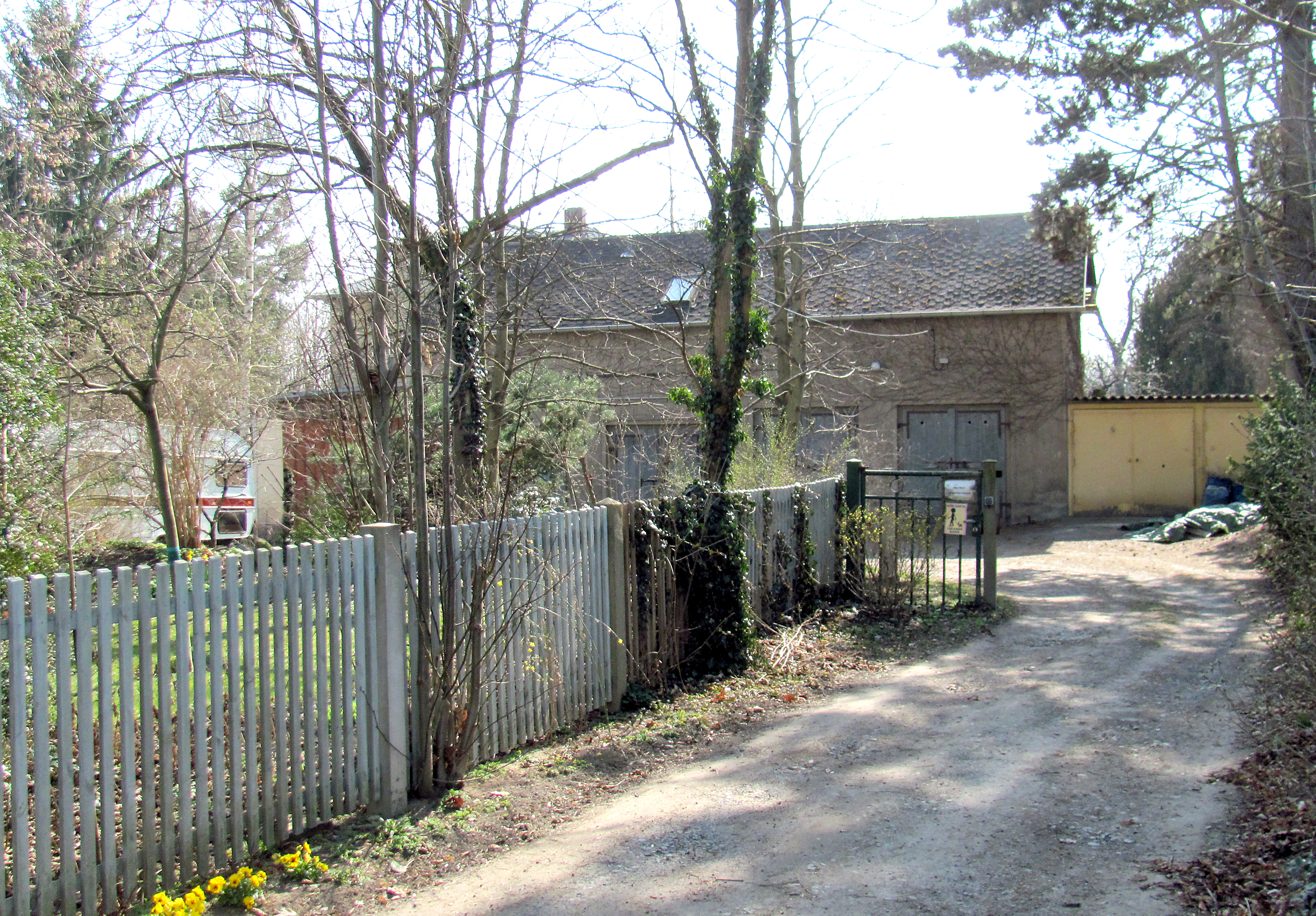
Remisengebäude, Borstraße 7

## Beschreibung
Die nach der Aufstockung 1865 zweigeschossige, mitsamt Nebengebäude, Garten und Brunnen unter Denkmalschutz stehende Villa steht tief drinnen in einem großzügigen Grundstück zwischen Borstraße im Norden und der Meißner Straße im Süden. Der Garten mit dem Brunnen gilt als denkmalpflegerische Nebenanlage.
Das Gebäude hat ein flaches Walmdach mit einem weiten Überhang über einem Drempel. In der Hauptansicht nach Süden zum Garten ist das Gebäude fünfachsig. Dort steht ein gusseiserner Balkon. In der Eingangsansicht Richtung Borstraße steht ein dreigeschossiger, vorgesetzter Mittelrisalit mit einer Durchgangsöffnung zur Eingangstür. Das flacher wirkende zweite Obergeschoss des überhöhten Risaliten wird durch ein rundbogiges Drillingsfenster, erweitert auf beiden Seiten durch jeweils ein Blindfenster, dargestellt.
Das verputzte Wohnhaus wird durch Quaderungen, Lisenen und Gesimse gegliedert, darüber hinaus sind Reste ursprünglicher Drempelmalerei zu sehen.

## Geschichte
Das bereits 1845 errichtete Wohngebäude wurde 1853 bei Hofmann in Das Meißner Niederland … als „dritte [Villa] vordem Kaufm. Weiß [gehörend]“ erwähnt: „Weiter an der Chaussee stehen etwas höher in angenehmen Blumen- und Weingärten, die vor einigen Jahren vom Zimmermeister [Christian Gottlieb] Ziller erbauten 4 äußerst geschmackvollen Villa's, deren erste jetzt der russ. Apotheker Stolle aus Moskau, die zweite der Kaufm. Schnabel, die dritte vordem Kaufm. Weiß [d. i. Borstraße 7] und die vierte jetzt der Gerichtsdirek. Nörner besitzt. − Diesem folgt der schöne große Gasthof „zur goldenen Weintraube“ …“
Zillers Sohn, der Baumeister Moritz Ziller, stockte diese 1865 durch Aufsetzen einer weiteren Etage auf die heutige Größe auf. Im Jahr 1872 erfolgte auf dem Anwesen der Bau eines Stalls, 1874 der eines Wintergartens und 1884 der einer Remise.
Im Jahr 1950 lieferte die „Behebung der Schäden“ die Begründung für weitere Bauaktivitäten, nachdem das Gebäude seit 1945 zwangsweise vermietet war.
1965 wurden Garagen in das Remisengebäude eingebaut, das darüber hinaus zum Trockenraum des Betriebs-Waschstützpunkts des VEB Energiebau umgewidmet wurde. Dessen Verwaltung mit Garagenhof befand sich um die nächste Straßenecke im Körnerweg 5 im ehemaligen Verwaltungsgebäude des Elektrizitätsverbands Gröba.
Die Villa wurde zu DDR-Zeiten von dem auf dem Nachbargrundstück liegenden Herder-Institut genutzt; als Ausländerschule stand das Gebäude bereits spätestens seit 1973 unter Denkmalschutz (siehe Liste der Denkmale der Kulturgeschichte in Radebeul).